# Жилые дома товарищества «Новый быт» (Ростов-на-Дону)
 Жилые дома товарищества «Новый быт» — дома, которые занимают часть квартала между ул. Суворова, пр. Ворошиловским и Соколова в Кировском районе  города Ростова-на-Дону. Являются памятником архитектуры конца 1920 годов.

## История и описание
Первые многоэтажные кооперативные дома товарищества «Новый быт» в Ростове-на-Дону построены в 1928 году по проекту архитектора Михаила Николаевича Кондратьева.
Оба корпуса имеют необычную и достаточно сложную планировку, что обеспечивает благоприятную ориентацию зданий, создавая хорошую инсоляцию всех квартир, то есть позволяет солнцу освещать каждую из них. Они заселялись следующим образом: пайщики получили изолированные квартиры, но их было немного, остальных расселили в коммуналки. В 1930 годах в домах существовало водяное отопление, но готовить приходилось на печах, которые топили углём или дровами. Электричество провели изначально. Холодильников не было. Люди покупали лёд для специальных холодильных ёмкостей, в которых хранили продукты.
До 1953-1954 годов горячего водоснабжения в «Новом быте» не было. Жильцы посещали городские бани на Ворошиловском или на Кировском проспектах. 
В 1930 годы дома «Новый быт» считались очень престижными и благоустроенными. Имелись мусоропроводы, мусор вывозили регулярно.
Свежий хлеб и молоко привозили во двор каждый день на ручной тележке. Летом во дворе крутили кино, приезжали артисты с концертами, проводили праздники для детей. Двор с утра подметали и поливали. Подъезды регулярно убирали, на некоторых лестничных площадках стояли цветы. 
Сегодня в «Новом быте» проживает около двух тысяч человек, примерно 10 процентов квартир – коммунальные.

## Архитектура
Дома товарищества «Новый быт» построены в стиле конструктивизма. Кирпичные пятиэтажные здания с многоскатными крышами и подвалами имеют несколько корпусов, обращенных друг к другу. Дома не оштукатурены. Подкообразные элементы корпусов образуют общедворовое пространство. Архитектурный облик здания дополняют ризалиты в два окна и раскреповки.